# Dodecàedre romà

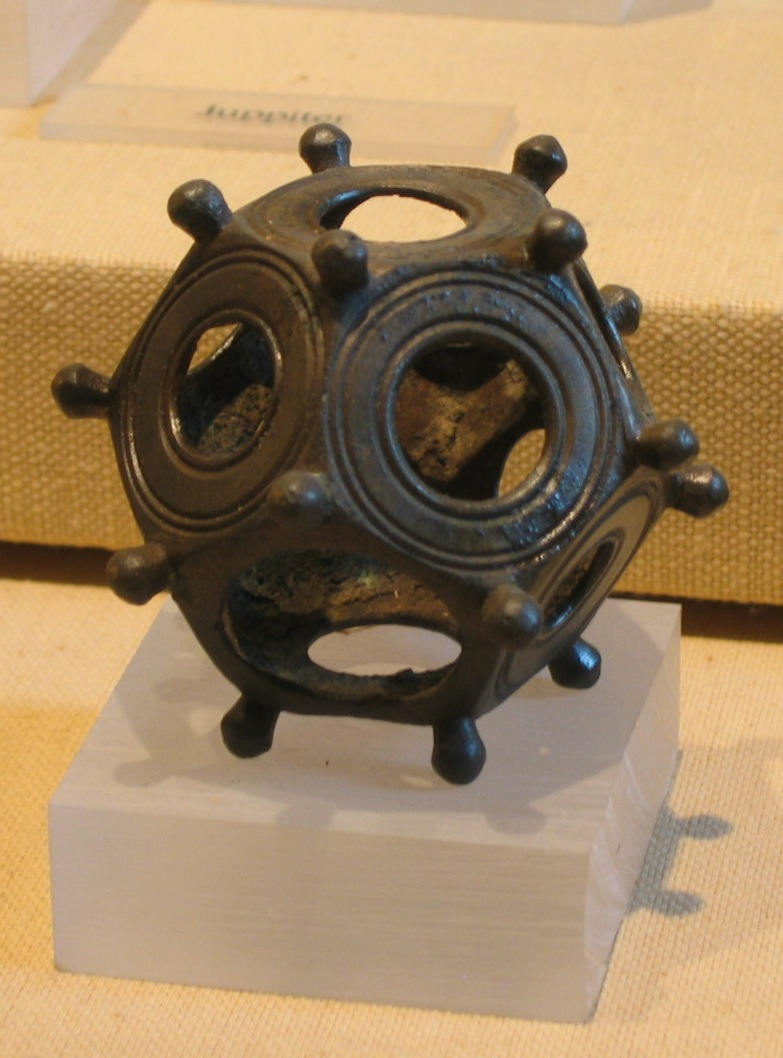
Dodecàedre romà trobat a Alemanya

Un dodecàedre romà és un petit objecte buit fet de bronze o pedra amb forma dodecaèdrica. Cadascuna de les cares pentagonals té un forat circular al mig que connecta amb un centre buit. Els dodecàedres romans daten dels segles II o III.
S'han trobat vora cent d'aquests dodecàedres des d'Anglaterra fins a Hongria i a l'est d'Itàlia. La major part d'ells, però, es trobaren a Alemanya i França. Mesuren des de 4 fins a 11cm, amb textures variades.
La funció o ús d'aquests dodecàedres és un misteri. No s'ha trobat cap menció en les imatges o textos que es conserven de l'època. S'especula entre usos com a portadors de veles (es va trobar cera dins d'un d'ells), daus, instruments d'inspecció, calibradors de canonades d'aigua o base per a l'estandard romà. També es considera la possibilitat que fossen artefactes religiosos d'algun tipus. Aquesta especulació es basa en el fet que la major part de les troballes foren a llocs gal·loromans.